# فرمانداری هیونتو

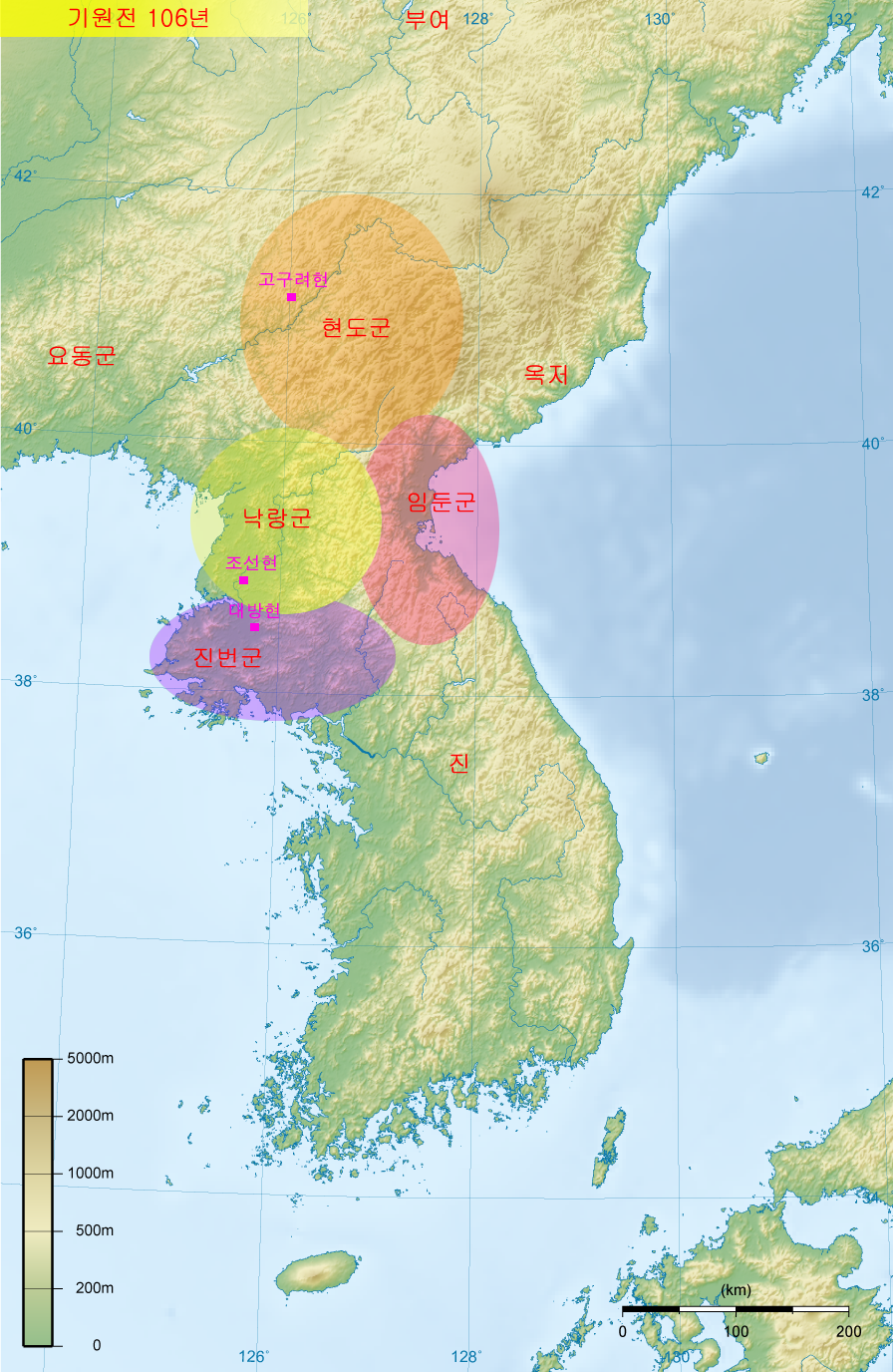
فرمانداری زوانتو(نارنجی)

فرمانداری زوانتو یا فرمانداری هیونتو یک فرمانداری در دوران دودمان هان بود. این فرمانداری یکی از چهار فرمانداری‌های ۴ گانه بود که در سال ۱۰۷ پیش از میلاد در شمال شبه جزیره کره و بخشی از شبه جزیره لیائودونگ، پس از فتح ویمان چوسون توسط سلسله هان، تأسیس شد. زوانتو به دلیل مقاومت بومیان در سال ۷۵ پیش از میلاد پایتخت خود را به لیائودونگ منتقل کرد و منطقه‌ای که قبلاً تحت فرمانروایی لینتون بود به لیوندانگ منتقل شد. زوانتو در سال ۳۱۹ میلادی توسط امپراتوری گوگوریو فتح شد.

## فرماندار
در سال ۸۲ پیش از میلاد، سلسله هان واحدهای فرماندهی خود را کاهش داد؛ در نتیجه، فرماندهی لینتون با شوانتو ادغام شد. در سال ۷۵ پیش از میلاد، فرماندهی شوانتو به دلیل حملات قبایل مائک، که احتمالاً اشاره به گائوگولی دارد، مجبور شد مقر خود را از دژ اوکجه به شهرستان گائوگولی منتقل کند. در نتیجه، برخی از شهرستان‌های قبلی آن اکنون باید رها یا واگذار می‌شدند، که هفت مورد از آنها تابع فرماندهی للانگ، به اصطلاح هفت شهرستان آن سوی گذرگاه شرقی بودند.
در نتیجه این تغییر، تنها سه شهرستان تحت فرماندهی شوانتو باقی ماندند: شهرستان گائوگولی، شانگی‌ینتای و شیگایما.
کتاب هان، تعداد خانوارهای ساکن در فرمانداری زوانتو را برای سال دوم میلادی، ۴۵۰۰۶ خانوار و تعداد افراد ساکن در آن را ۲۲۱۸۴۵ نفر ثبت کرده است.
هنگامی که ژنرال سیما یی از کائو وی در سال ۲۳۸ میلادی در لشکرکشی نظامی خود علیه لیائودونگ، گونگسون یوان را فتح کرد، تنها چهار شهرستان در فرمانداری جدید شوانتو باقی مانده بود که به غرب (فوشون امروزی) عقب‌نشینی کرده بودند : گائوگولی، گائوشیان، لیائویانگ و وانگ‌پینگ. زوانتو در سال ۳۱۹ میلادی توسط گوگوریو فتح شد.
فرماندار هیون تو یانگجو نام داشت که شاهزاده کیما بود او بعد از فتح کیما اسیر شد اما توانست اعتماد چینی‌ها را جلب کند و به کشور خود خیانت کرد و فرماندار شد.

## سرنوشت
در سال ۳۷ قبل از میلاد جومونگ به هیونتو حمله کرد. فرماندار یانگ جو بعد از اسیر شدن توسط جومونگ کشته شد، سر انجام با شکست این فرمانداری گوگوریو به وجود آمد.